# カンティクム
カンティクム（canticum）は、キリスト教の聖歌の一種である。

## 概要
旧約聖書の雅歌に由来し、詩編以外の聖書から採られた韻文詩による聖歌。
和訳では「雅歌」あるいは「頌歌」。
歌い方はディレクトと呼ばれる直行唱で、以下のように聖務日課の幾つかの課で決められたものが歌われる。

### 聖務日課
- 「賛課（Laudes）」："Benedictus Dominus Deus" 「ベネディクトゥス・ドミヌス・デウス（主なる神をたたえよ）」 、通称「ザカリアのカンティクム」
- 「晩課（Ad Vesperam）」："Magnificat" 「マニフィカト」、通称「聖母マリアのカンティクム」
- 「終課（Completorium）」："Nunc Dimitis" 「ヌンク・ディミティス（今こそ主よ、僕を去らせたまわん）」、通称「シメオンのカンティクム」